# Watertoren (Steyl)
De watertoren Steyl in de kloostertuin van het Missiehuis St. Michaël (S.V.D.) in Steyl is een monumentale watertoren, gebouwd in 1908-1909.

## Kenmerken
De watertoren heeft een hoogte van 38 meter en heeft een waterreservoir van 75 m³. De watertoren staat in het oostelijke deel van de kloostertuin die behoort bij het Missieklooster van de  Congregatie van het Goddelijk Woord en is een ontwerp van architect P.M. Scholl. De vrijstaande, taps toelopende watertoren op ronde grondslag heeft een bakstenen romp met een gepleisterd breder waterreservoir. Bovenaan de toren kraagt het waterreservoir uit tot een diameter van circa vijf meter; het reservoir heeft enkele rechthoekige vensters en een plat dak. Op het platte dak staat een ajour metalen kruis.